# Henry Longueville Mansel
Henry Longueville Mansel, född den 6 oktober 1820, död den 1 juli 1871, var en engelsk religionsfilosof.
Mansel blev 1866 teologie professor i Oxford och 1868 domprost (dean) vid Sankt Pauls-katedralen i London. Han var en av William Hamiltons  lärjungar, men påverkades även av den äldre skotska skolan och Kant. Han försvarar kristendomen mot alla förståndsmässiga invändningar genom att förneka det mänskliga förståndets förmåga att fatta Gud. För förståndet är det absoluta, oändligheten och den första orsaken olösliga motsägelser, men därmed har också förståndet förlorat all domsrätt i religiösa frågor. För övrigt kan förståndet lika litet lösa de slutliga uppgifterna på andra områden av världsförklaringen. Kristi gudom strider inte mer mot förståndet än förhållandet mellan en evig orsak och timliga verkningar, hans dubbla natur är inte obegripligare än förhållandet mellan själ och kropp, undret strider inte mer mot förståndet än motsatsen mellan frihet och naturnödvändighet och så vidare. Vi böra därför helt och hållet ta vårt förstånd till fånga under trons lydnad till kristendomen, vars sanning bevisas genom sådana yttre vittnesbörd som underverken, profetiorna, trovärdiga vittnens utsagor, kristendomens hastiga utbredning i världen och dylikt. Bland Mansels skrifter kan nämnas The limits of religious thought (1858; 3:e upplagan 1867), Metaphysics (1860; 2:a upplagan 1866) och Philosophy of the conditioned (1866). Chandler utgav 1873 Mansels brev med mera.